# Molise (miejscowość)
Molise [moˈli.ze] – miejscowość i gmina we Włoszech, w regionie Molise, w prowincji Campobasso.
Według danych na rok 2004 gminę zamieszkiwało 186 osób, 37,2 os./km².